# Alpha to coverage
Alpha to coverage — это техника мультисэмплинга, применяемая для рендеринга плотной листвы или травы с использованием частично прозрачных текстур.
Alpha to coverage интерпретирует прозрачность, полученную из альфа-канала текстуры (англ. Alpha), как количество субпикселей, закрытых частично прозрачным объектом (англ. Coverage). Как и Alpha testing, эта техника не требует предварительной сортировки текстурируемых полигонов, но даёт более высокое качество изображения благодаря многоуровневой прозрачности (Alpha testing использует только два уровня прозрачности).